# Llano de las Carreras
Llano de las Carreras är en ort i kommunen Temascalcingo i delstaten Mexiko i Mexiko. Samhället hade 130 invånare vid folkräkningen 2020.